# ذباب شعراوي وأشباهه
الذباب الشَّعْراوي وأشباهه (الاسم العلمي: Hippoboscoidea) هو فوق فصيلة من الحشرات يتبع رتيبة قصيرات القرن من رتبة ذوات الجناحين.

## التصنيف
- الذباب الشَّعْراوي
  - الشَّعْراوات
    - الشَّعْراء